# 陈氏薹草
陈氏薹草（学名：Carex cheniana），为莎草科薹草属下的一个植物种。分布在中国大陆的湖南、江西、浙江等地，一般生于山坡林下，目前尚未由人工引种栽培。